# Provinz Santa Fe
Santa Fe ist eine Provinz im östlichen Zentrum Argentiniens. Benachbarte Provinzen sind im Uhrzeigersinn von Norden Chaco, Corrientes, Entre Ríos, Buenos Aires, Córdoba und Santiago del Estero. Die Provinz ist Teil der Región Centro.
Sante Fe ist eine der bevölkerungsreichsten Provinzen des Landes. Hauptstadt ist die gleichnamige Stadt Santa Fe mit 400.000 Einwohnern (500.000 im Ballungsraum). Die größte Stadt der Provinz ist das im Süden gelegene Rosario (950.000 Einwohner, 1,2 Mio. im Ballungsraum).

## Geografie

### Klima
Der reiche Süden der Provinz ist fruchtbar und gehört zur feuchten Pampa, mit vielfältiger Land- und Viehwirtschaft. Der Norden der Provinz gehört dagegen zur subtropischen Chaco-Ebene und ist nur dünn besiedelt. Größere Erhebungen gibt es in der gesamten Provinz nicht.
Das Klima ist gemäßigt bis subtropisch, mit warmen Sommern (23–27 °C) und milden Wintern (9–15 °C). Der jährliche Niederschlag liegt zwischen 800 mm im Südwesten und 1200 mm im Nordosten, dabei ist der Sommer deutlich feuchter als der Winter.

### Bevölkerung
Die Provinz Santa Fe wurde in der Einwanderungswelle zwischen 1880 und 1920 nach Buenos Aires am zweitstärksten von europäischen Einwanderern besiedelt, viele davon in den zwei großen Städten Rosario und Santa Fe. Im Provinzinneren bildeten sich jedoch auch viele sogenannte colonias, Kolonien von landwirtschaftlichen Siedlern, die ethnisch oft sehr homogen waren, d. h., sie wurden von Bewohnern eines und desselben Landes bewohnt, vor allem von Italienern, Schweizern und Deutschen. Viele dieser Kolonien wurden später zu Städten.
Der Mestizenanteil in Santa Fe ist ähnlich wie in der Provinz Buenos Aires als Folge dieser Einwanderung relativ gering. Er steigt jedoch heute durch Binnenwanderung vor allem in Rosario und Santa Fe an. Im Norden der Provinz gibt es eine geringe Anzahl von Ureinwohnern (Tobas).
Der ehemalige Formel-1-Rennfahrer Carlos Reutemann war lange Zeit Gouverneur und Senator der Provinz.
Die Analphabetenrate der Provinz beträgt 3,7 % und liegt damit auf einem für Argentinien durchschnittlichen Niveau.

### Größere Städte
- Rosario, Hafen- und Industriestadt und Kulturzentrum der Provinz, drittgrößte Stadt Argentiniens (950.000 Einwohner)
- Santa Fe, die Provinzhauptstadt, vor allem administratives Zentrum, jedoch auch Industrie (500.000 Einwohner)
- Rafaela, ehemalige landwirtschaftliche Kolonie (110.000 Einwohner)
- Venado Tuerto, größte Stadt im Südwesten der Provinz (83.000 Einwohner)
- Reconquista, größte Stadt im Norden der Provinz (75.000 Einwohner)

## Geschichte
Die einheimischen Ethnien, die diese Region bewohnten, waren die Toba, die Timbú, Mocoví, Pilagá, Guaycurú und Guaraní. Sie waren Nomaden und lebten von der Jagd, dem Fischfang und dem Sammeln von Früchten.
Die erste europäische Siedlung wurde von den Spaniern 1527 am Zusammenfluss des Paraná und des Carcaraná errichtet, als Sebastiano Caboto bei seinem Weg nach Norden ein Kastell namens Sancti Spiritu gründete, das zwei Jahre später von den Indios zerstört wurde.
1573 wurde von Juan de Garay die Stadt Santa Fe in der Umgebung der heutigen Stadt Cayastá gegründet, doch wurde die Stadt 1651 und 1660 an ihre heutige Stelle verlegt.
1812 schuf der Anwalt und General Manuel Belgrano im Argentinischen Unabhängigkeitskrieg die argentinische Flagge und breitete sie das erste Mal an den Ufern des Paraná in Rosario aus.
1815 während sich die Zentralregierung gegen den Aufstand unter Ignacio Alvarez Thomas wehren musste, übernahm Francisco Candioti, der Chef des lokalen Militärs, friedlich die Regierung und war kurze Zeit eine autonome Provinz. Diese Periode war nur von kurzer Dauer, da Candioti schon im selben Jahr starb. Santa Fe ist seit dieser Zeit Teil der Provincias Unidas del Río de la Plata, des heutigen Argentinien.
1895 wanderten rund 6000 Schweizer ein, die sich in 41 Kolonien niederließen. Zeitweise verfolgten sie das Ziel der Gründung eines unabhängigen Staates.

## Politik und Verwaltung

### Politisches System
Die Provinz Santa Fe ist eine der 23 Provinzen des Landes. Argentinien ist ein demokratischer Bundesstaat (föderaler Staat) mit starker Stellung des Staatspräsidenten (präsidentielles Regierungssystem) und weitreichender Autonomie der Provinzen und der autonomen Stadt Buenos Aires. So haben die sich als Gliedstaaten verstehenden Provinzen jeweils eine eigene, der Bundesverfassung untergeordnete Verfassung und besitzen eigene Exekutiven mit einem Gouverneur an der Spitze (Gubernator) sowie eigene Legislativen. Auch die Gerichtsbarkeit wird unterhalb der Bundesebene auch auf Gliedstaatenebene organisiert. Die entsprechende Verfassung Argentiniens stammt aus dem Jahr 1853.

### Verwaltungsgliederung

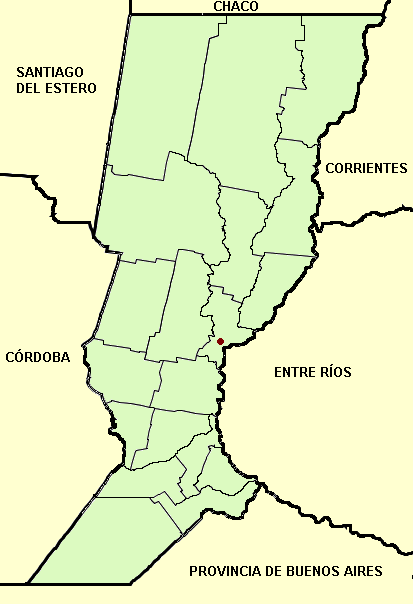
Verwaltungsgliederung der Provinz Santa Fe

Die Provinz Santa Fe ist in 19 Departamentos untergliedert.
| Departamento       | Hauptstadt         | Fläche in km² | Einwohner (2022) |
| ------------------ | ------------------ | ------------- | ---------------- |
| Belgrano           | Las Rosas          | 02.386        | 0.048.781        |
| Caseros            | Casilda            | 03.449        | 0.086.912        |
| Castellanos        | Rafaela            | 06.600        | 0.190.577        |
| Constitución       | Villa Constitución | 03.225        | 0.093.441        |
| Garay              | Helvecia           | 03.964        | 0.024.927        |
| General López      | Melincué           | 11.558        | 0.201.574        |
| General Obligado   | Reconquista        | 10.928        | 0.197.986        |
| Iriondo            | Cañada de Gómez    | 03.184        | 0.074.504        |
| La Capital         | Santa Fe           | 03.055        | 0.572.265        |
| Las Colonias       | Esperanza          | 06.439        | 0.115.740        |
| Nueve de Julio     | Tostado            | 16.870        | 0.030.995        |
| Rosario (Santa Fe) | Rosario            | 01.890        | 1.348.725        |
| San Cristóbal      | San Cristóbal      | 14.850        | 0.072.801        |
| San Javier         | San Javier         | 06.929        | 0.033.274        |
| San Jerónimo       | Coronda            | 04.282        | 0.087.307        |
| San Justo          | San Justo          | 05.575        | 0.046.665        |
| San Lorenzo        | San Lorenzo        | 05.575        | 0.194.580        |
| San Martín         | Sastre             | 04.860        | 0.067.827        |
| Vera               | Vera               | 21.096        | 0.056.027        |

## Wirtschaft
Wirtschaftliches Zentrum ist der bedeutende Exporthafen Rosario, der daneben auch die Industrie der Provinz (insbesondere die Automobil- und Schwerindustrie) ballt, daneben befindet sich dort die bedeutendste Getreidebörse Argentiniens, deren Preise landesweit als Referenz gelten. Ein weiterer wichtiger Hafen ist die Hauptstadt Santa Fe, während das im Norden gelegene Reconquista als Hafenstadt an Bedeutung verloren hat, als Industrie- und Landwirtschaftszentrum jedoch weiterhin bedeutend ist.
Landwirtschaft wird in der gesamten Provinz betrieben, dabei dominieren im Süden Getreideanbau und Rinderzucht, während im Norden Baumwolle und Tabak angebaut werden. Ebenfalls im Norden ist die Forstwirtschaft von Bedeutung.
In den 1980er und 1990er Jahren wurde der Río Paraná zwischen Santa Fe und Rosario zur sogenannten Hidrovía ausgebaut, so dass er auf dieser Strecke für kleinere Hochseeschiffe befahrbar ist. Ab Rosario ist er auch für größere Schiffe schiffbar.

## Verkehr
Stark befahrene Fernstraßen der Provinz sind die zum größten Teil autobahnähnlich ausgebaute Ruta Nacional 9 (von Südost nach West, Verbindung mit Córdoba, San Miguel de Tucumán und San Salvador de Jujuy) sowie die in Rosario von dieser abzweigenden Ruta Nacional 34 (nach Profesor Salvador Mazza, Salta) und Ruta Nacional 11 (Ziel Clorinda, Formosa). Parallel zur Ruta 11 verbindet die Autobahn A029 die beiden größten Städte Rosario und Santa Fe. Die Ruta Nacional 19 verbindet Santa Fe direkt mit Córdoba und ist Teil einer geplanten Schnellverbindung, die bei ihrer Fertigstellung über argentinisches Territorium Chile mit Brasilien verbinden soll.
Daneben befinden sich mehrere Flughäfen in der Provinz, sodass die Provinz national und international angebunden ist. Wichtigstes Drehkreuz ist der Flughafen Rosario. Weitere Flughäfen sind der Flughafen Reconquista und der Flughafen Santa Fe.